# Campionati mondiali di tiro a volo 1930
I campionati mondiali di tiro 1930 furono la prima edizione dei campionati mondiali di questo sport e si disputarono a Roma. La nazione più medagliata fu la Germania.

## Risultati

### Uomini

#### Fossa olimpica
| Evento      | Oro       | Oro       | Argento        | Argento   | Bronzo                        | Bronzo    |
| Evento      | Atleta    | Risultato | Atleta         | Risultato | Atleta                        | Risultato |
| Individuale | Mark Arie | 93        | Helmuth Keller | 93        | Sándor Lumniczer Kurt Schöbel | 90        |

## Medagliere
Nazione ospitante
| Posiz. | Nazione     | Oro | Argento | Bronzo | Totale |
| ------ | ----------- | --- | ------- | ------ | ------ |
| 1      | Stati Uniti | 1   | 0       | 0      | 1      |
| 2      | Germania    | 0   | 1       | 1      | 2      |
| 3      | Ungheria    | 0   | 0       | 1      | 1      |